# Ampér

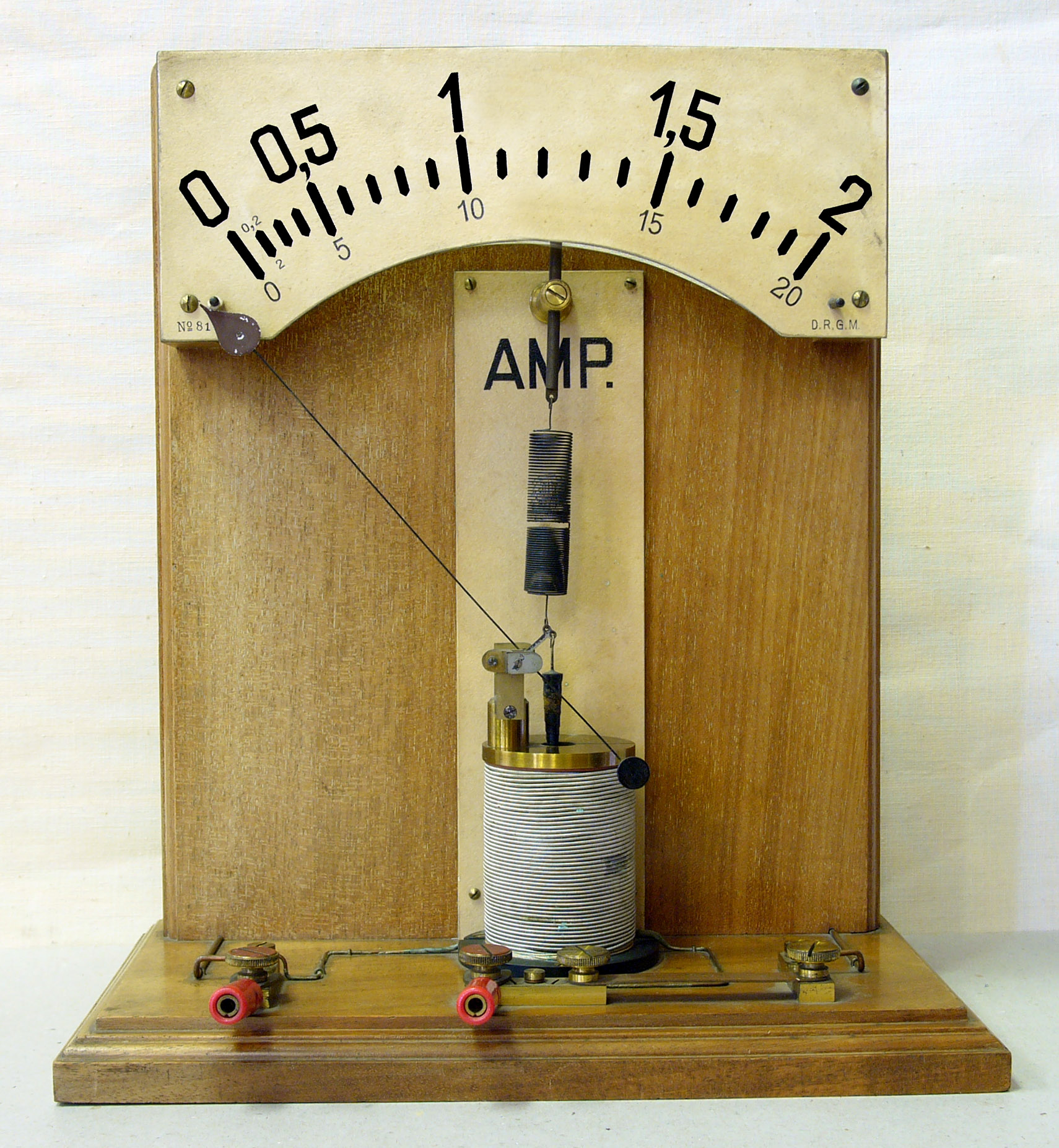
Předváděcí model pohyblivého železného ampérmetru. S rostoucím proudem procházejícím cívkou se píst vtahuje do cívky a ukazatel se vychyluje doprava.

Ampér (značka A) je základní jednotka soustavy SI pro elektrický proud. Od 20. května 2019 je definována fixací číselné hodnoty elementárního náboje, aby byla rovna 1,602 176 634×10−19, je-li vyjádřena jednotkou C, rovnou A s, kde sekunda je definována pomocí ΔνCs.

## Definice
Definice ampéru (podle soustavy SI):
Ampér, značka „A“, je jednotka elektrického proudu v SI. Je definována fixací číselné hodnoty elementárního náboje, aby byla rovna 1,602 176 634×10−19, je-li vyjádřena jednotkou C, rovnou A s, kde sekunda je definována pomocí ΔνCs.
Zafixování elementárního náboje a Planckovy konstanty stanovuje přesně také hodnotu Josephsonovy konstanty a von Klitzingovy konstanty, které se vyskytují ve vztazích pro Josephsonův jev resp. kvantový Hallův jev. Tímto způsobem lze vytvořit etalony elektrického napětí U a elektrického odporu R. Realizace ampéru je pak založena na aplikaci Ohmova zákona .

## Stará definice (platná do 19. května 2019)

Silové působení mezi dvěma vodiči

Do 19. května 2019 byl ampér definován podle tehdejší soustavy SI jako:
Ampér je stálý elektrický proud, který při průchodu dvěma přímými rovnoběžnými nekonečně dlouhými vodiči zanedbatelného kruhového průřezu umístěnými ve vakuu ve vzájemné vzdálenosti 1 metr vyvolá mezi nimi stálou sílu o velikosti 2×10−7 newtonu na 1 metr délky vodiče.

## Historie
Jednotka je pojmenována po francouzském matematikovi a fyzikovi Ampèrovi (1775–1836).
Ampér byl původně definován jako jedna desetina elektromagnetické jednotky proudu ze soustavy CGS (známá jako abampér, absolutní ampér), která generuje sílu dvou dynů (1 dyn = 10−5 N ≈ 1,019716×10−6 kp) na centimetr délky mezi dvěma vodiči, které jsou od sebe vzdáleny jeden centimetr.

## Užití
Jednotka elektrického náboje, coulomb, je definovaná pomocí ampéru.
Proud I o velikosti jeden ampér je rovný toku elektrického náboje Q jeden coulomb za čas t 1 sekundy:
{\displaystyle I={\frac {Q}{t}}\,}

## Etalon
V metrické soustavě byl jako etalon určen mezinárodní Ampér jako proud, který z roztoku dusičnanu stříbrného vyloučí 0,001 118 g stříbra za sekundu. Tato jednotka byla určena londýnskou konferencí pro jednotky elektrické v roce 1909 a schválena ve Francii zákonem v roce 1919.